# 杜斯特尔河
杜斯特尔河（法語：Doustre，法語發音：[dustʁ]）是法国新阿基坦大区科雷兹省的河流，是多爾多涅河的右支流，长51.2千米，发源自罗西耶代格勒通，于阿让塔和圣马夏尔昂特赖格之间流入多尔多涅河。